# Chevannes (Côte-d'Or)
Chevannes is een gemeente in het Franse departement Côte-d'Or (regio Bourgogne-Franche-Comté) en telt 113 inwoners (1999). De plaats maakt deel uit van het arrondissement Dijon.

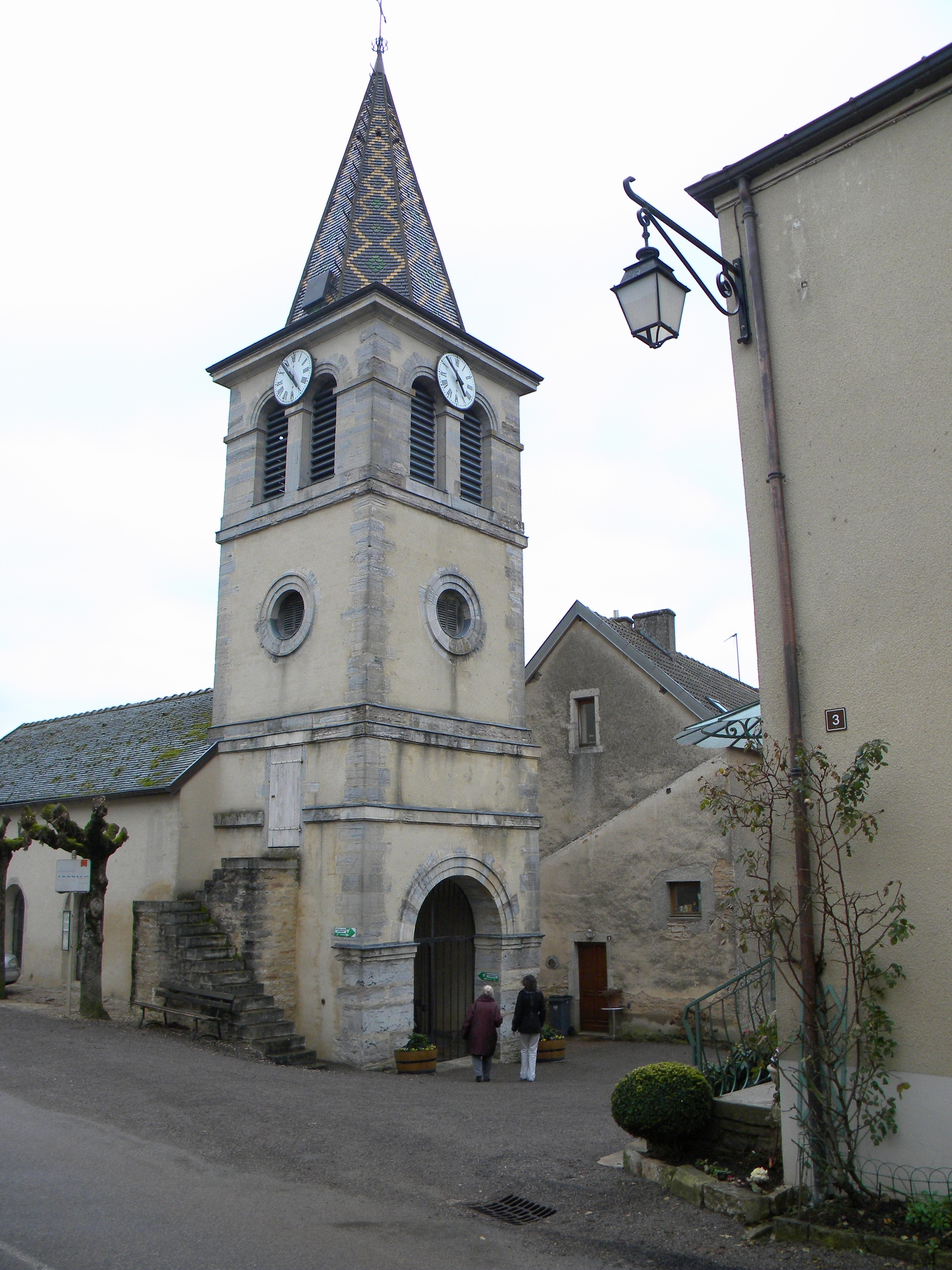
Kerk van Chevannes
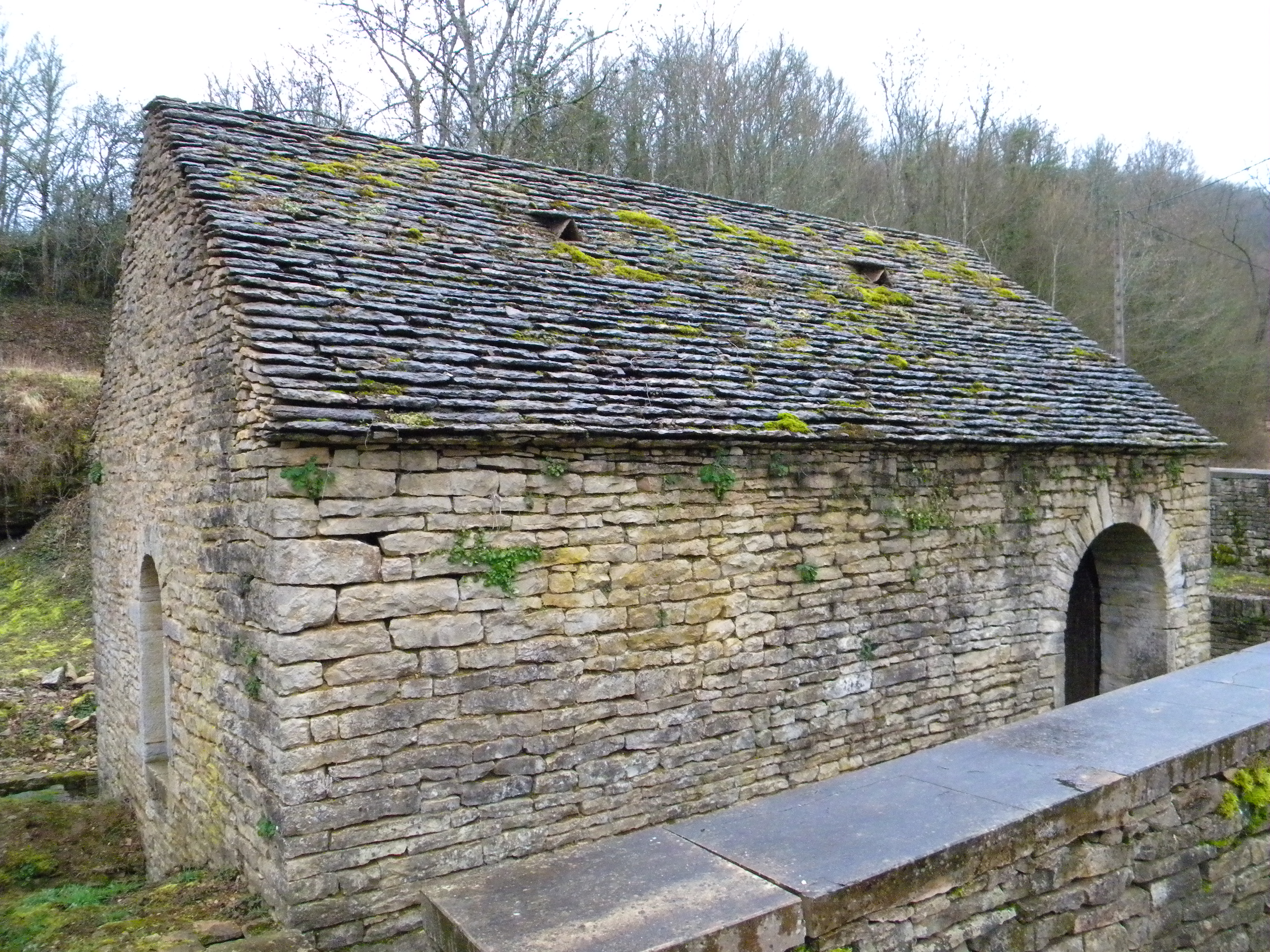
Lavoir

## Geografie
De oppervlakte van Chevannes bedraagt 6,4 km², de bevolkingsdichtheid is 17,7 inwoners per km².
De onderstaande kaart toont de ligging van Chevannes (Côte-d'Or) met de belangrijkste infrastructuur en aangrenzende gemeenten.

## Demografie
Onderstaande figuur toont het verloop van het inwonertal (bron: INSEE-tellingen).
1. ↑  Populations de référence 2022.